# Santa Caterina da Siena (Rom)
Die Kirche Santa Caterina da Siena ist eine römische Kirche und befindet sich im Rione Regola, in der Via Giulia.

## Geschichte
Die Geschichte der Kirche ist untrennbar mit der Geschichte der Erzbruderschaft von Siena verbunden, zu der das Gebäude auch heute noch gehört. Die sienesische Gemeinschaft ist seit dem Ende des 14. Jahrhunderts in Rom präsent. Zunächst hatte sie ihren Sitz in der Kirche Santa Maria in Monterone, Mitte des 15. Jahrhunderts zog sie dann zum Grab der Heiligen Katharina in der Basilika Santa Maria sopra Minerva um; nach 1461, dem Jahr der Heiligsprechung der sienesischen Heiligen, wurde der Sitz der Bruderschaft die Kirche San Nicola degli Incoronati in der Nähe der Via Giulia.
1519 wurde die Gemeinschaft von Papst Leo X. offiziell als Bruderschaft anerkannt. Da seit dem 15. Jahrhundert sienesische Kaufleute und Bankiers in der Via Giulia gelebt haben, wurde daher beschlossen, hier die der Schutzpatronin der Stadt geweihten Kirche, das Oratorium der Bruderschaft und das Haus für den Klerus zu errichten. Diese Arbeiten wurden 1526 Baldassare Peruzzi anvertraut und vom sienesischen Adel in Rom, unter ihnen Kardinal Giovanni Piccolomini und der Bankier Agostino Chigi, finanziert. Nach Zerstörungen wegen der Überschwemmungen des Tibers wurde das Gebäude nach einem Entwurf von Paolo Posi zwischen 1766 und 1775, dem Jahr der Einweihung des neuen Altars, vollständig neu aufgebaut.
Von der Urkirche sind Beschreibungen in einigen Dokumenten erhalten geblieben, die heute in den Archiven der Bruderschaft (die 1736 zu einer Erzbruderschaft wurde) aufbewahrt werden. Sie hatte drei Altäre: Auf dem Hauptaltar befand sich das Gemälde mit der Darstellung der Auferstehung von Girolamo Genga, das heute im Oratorium der Erzbruderschaft aufbewahrt wird; die Seitenaltäre waren mit Fresken von Timoteo della Vite, einem Schüler Raffaels, und Antiveduto Gramatica, dessen Grab sich in der Kirche befand, bemalt. 

## Beschreibung

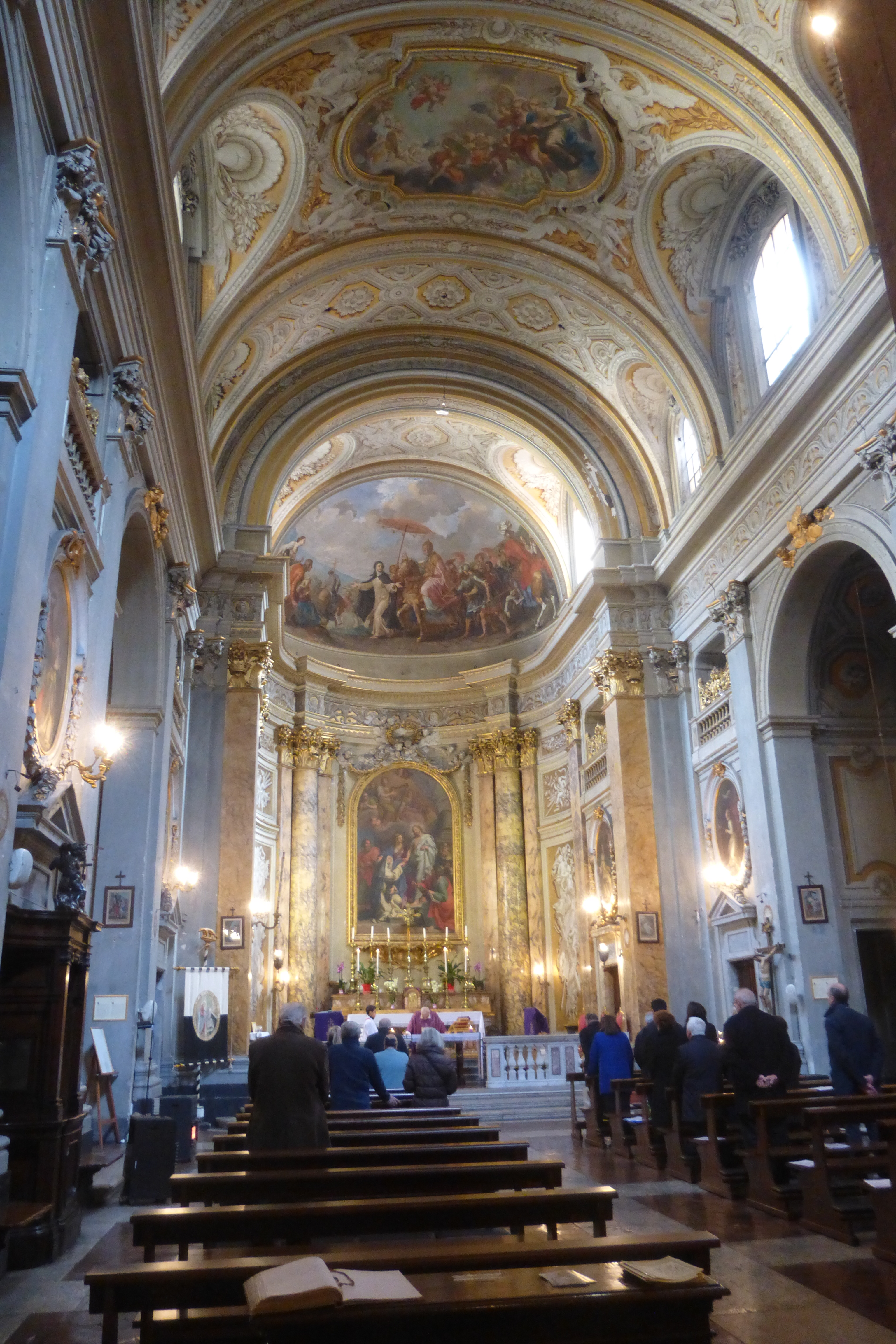
Innen

Die Gestaltung der Fassade wurde von Borromini beeinflusst. An den Seiten des zentralen Fensters befinden sich Romulus und Remus mit der Wölfin, dem Symbol Sienas, da nach der Legende diese Stadt von Remus gegründet wurde.
Das Innere besteht aus einem einzigen Kirchenschiff mit vier Seitenkapellen und einem leicht erhöhten Presbyterium und einer Apsis. In den Tafeln, die das Tonnengewölbe schmücken, befinden sich zwei Temperamalereien mit der Darstellung von musizierenden Engeln von Ermenegildo Costantini. Die Wände sind auf jeder Seite mit vier Ovalen verziert, die von Ignazio Morlà, Tommaso Conca, Étienne Parrocel und Pietro Angeletti bemalt wurden.
In den beiden Kapellen auf der rechten Seite befinden sich zwei Altarbilder aus dem 18. Jahrhundert, die eine Predigt des heiligen Bernhard des Sizilianers Salvatore Monosilio und Christus erscheint dem seligen Bernardo Tolomei im Gebet von Niccolò Lapiccola darstellen. In den beiden Kapellen links sind zwei weitere Werke aus derselben Zeit zu sehen: eine Mariä Himmelfahrt von Tommaso Conca und von Domenico Corvi die Episode, in der Gregor VII. das von den Truppen Heinrichs IV. angezündete Feuer löscht. Neben diesem letzten Werk steht das Grabdenkmal für Paolo Posi, den Architekten der Kirche, von Giuseppe Palazzi. Ein Sarkophag an der rechten Seitenwand erinnert an die hl. Exsuperantia (auch „Exuperantia“ geschrieben), eine in älteren Ausgaben des Martyrologium Romanum verzeichnete Heilige, die im Bistum Troyes verehrt wird.
Im Bereich des Presbyteriums befinden sich: In der Apsis das Gemälde von Laurent Pêcheux Die Rückkehr Gregors XI. aus Avignon (1773), für die sich die heilige Katharina so stark eingesetzt hat, und am Hochaltar Die Mystische Hochzeit der Heiligen Katharina (1768) von Gaetano Lapis. 
Die einzigen noch erhaltenen Überreste der alten Kirche befinden sich heute im Oratorium der Erzbruderschaft im ersten Stock des Nebengebäudes. Es handelt sich um die bereits erwähnte Auferstehung von Gerolamo Genga, ein beidseitig bemaltes Holzkreuz, das Rutilio Manetti zugeschrieben wird, und die Gipsstatue der heiligen Katharina von Ercole Ferrata.
Die Kirche und die Nebengebäude erstrecken sich bis zur Via di Monserrato, wo die Fassade 1912 in Anlehnung an das Geburtshauses der Heiligen Katharina von Siena in Fontebranda neu gestaltet wurde.